# Неравенство Леггетта — Гарга
Неравенство Леггетта — Гарга — математическое неравенство, выполняющееся во всех макрореалистических физических теориях. Названо в честь Энтони Джеймса Леггетта и Анупама Гарга.
Здесь макрореализм (макроскопический реализм) — это классическое мировоззрение, определяемое соединением двух постулатов:
1. Макрореализм как таковой: «макроскопический объект, имеющий в своём распоряжении два или более макроскопически различных состояния, находится в любой данный момент времени в определённом состоянии, одном из них.»
2. Неинвазивная измеримость: «в принципе можно определить, в каком из этих состояний находится система без каких-либо влияний на само состояние или на последующую динамику системы.»

## В квантовой механике
В квантовой механике нарушается неравенство Леггетта — Гарга, означающее, что временную эволюцию системы нельзя понять классически. Ситуация аналогична нарушению неравенств Белла в экспериментах по их проверке, которые играют важную роль в понимании природы парадокса Эйнштейна — Подольского — Розена. Здесь квантовая запутанность играет центральную роль.

## Пример с двумя состояниями
Простейшая форма неравенства Леггетта — Гарга вытекает из рассмотрения системы, которая имеет только два возможных состояния. Эти состояния имеют соответствующие значения измерений {\displaystyle Q=\pm 1}. Главное здесь то, что у нас есть измерения в два разных момента времени и одно или несколько измерений между первым и последним измерением. Самый простой пример — это когда
измерения состояния системы производятся в три последовательных момента времени {\displaystyle t_{1}<t_{2}<t_{3}}. Теперь предположим, что между временами {\displaystyle t_{1}} и {\displaystyle t_{3}} существует идеальная корреляция {\displaystyle C_{13}}, всегда равная 1. То есть для N реализаций эксперимента временная корреляция будет равна
{\displaystyle C_{13}={\frac {1}{N}}\sum _{r=1}^{N}Q_{r}(t_{1})Q_{r}(t_{3})=1.}
Мы подробно рассмотрим этот случай. Что можно сказать о том, что происходит в момент времени {\displaystyle t_{2}}? Вполне возможно, что {\displaystyle C_{12}=C_{23}=1}, так что если значение {\displaystyle Q} при {\displaystyle t_{1}} равно {\displaystyle \pm 1}, то и для обоих времён {\displaystyle t_{2}} и {\displaystyle t_{3}} {\displaystyle Q} тоже будет {\displaystyle \pm 1}. Также вполне возможно, что {\displaystyle C_{12}=C_{23}=-1}, так что {\displaystyle Q}, начиная с момента {\displaystyle t_{1}}, переворачивается дважды, и поэтому имеет то же самое значение в {\displaystyle t_{3}}, что и в {\displaystyle t_{1}}. Таким образом, {\displaystyle Q(t_{1})} и {\displaystyle Q(t_{2})} анти-коррелируют, пока анти-коррелируют {\displaystyle Q(t_{2})} и {\displaystyle Q(t_{3})}. Ещё одна возможность есть, когда нет никакой корреляции между {\displaystyle Q(t_{1})} и {\displaystyle Q(t_{2})}. То есть мы могли бы иметь {\displaystyle C_{12}=C_{23}=0}. Тогда, хотя и известно, что значение {\displaystyle Q} при {\displaystyle t_{1}} равно значению {\displaystyle Q} в момент {\displaystyle t_{3}}, значение в момент {\displaystyle t_{2}} можно определить подбрасыванием монеты. Мы определяем {\displaystyle K} как {\displaystyle K=C_{12}+C_{23}-C_{13}}. В этих трёх случаях мы имеем {\displaystyle K=1}, {\displaystyle -3} и {\displaystyle -1}, соответственно.
Все это было для 100 % корреляции между временами {\displaystyle t_{1}} и {\displaystyle t_{3}}. На самом деле, для любой корреляции между {\displaystyle K=C_{12}+C_{23}-C_{13}\leq 1}. Чтобы убедиться в этом, отметим, что
{\displaystyle K={\frac {1}{N}}\sum _{r=1}^{N}\left(Q(t_{1})Q(t_{2})+Q(t_{2})Q(t_{3})-Q(t_{1})Q(t_{3})\right)_{r}.}
Легко видеть, что для каждой реализации {\displaystyle r} содержание скобок должно быть меньше или равно единице, так что результат для среднего также меньше или равен единице. Если у нас есть четыре различных времени, а не три, то мы имеем {\displaystyle K=C_{12}+C_{23}+C_{34}-C_{14}\leq 2} и так далее. Это неравенства Леггетта — Гарга. Они связывают временные корреляции {\displaystyle \langle Q({\text{start}})Q({\text{end}})\rangle } и корреляции между последовательными временами в движении от начала к концу.
В приведённых выше выводах было принято, что величина {\displaystyle Q}, представляющая собой состояние системы, всегда имеет определённое значение (макрореализм как таковой) и что его измерение в определённое время не изменяет этого значения, как и его последующая эволюция (неинвазивная измеримость). Нарушение неравенства Леггетта — Гарга подразумевает, что, по крайней мере, одно из этих двух предположений не работает.

## Экспериментальная проверка
Один из первых предложенных экспериментов для демонстрации нарушения макроскопического реализма использует квантовые интерференционные устройства на основе эффекта сверхпроводимости. Там, используя джозефсоновские переходы, можно было бы подготовить макроскопические суперпозиции левого и правого вращающихся макроскопически больших электронных токов в сверхпроводящем кольце. При достаточном подавлении декогеренции можно продемонстрировать нарушение неравенства Леггетта — Гарга. Однако была высказана некоторая критика относительно природы неразличимых электронов в море Ферми.
Критика некоторых других предложенных экспериментов по неравенству Леггетта — Гарга заключается в том, что они на самом деле не показывают нарушение макрореализма потому, что они, по существу, связаны с измерением спинов отдельных частиц. В 2015 году Робенс и др. продемонстрировали экспериментальное нарушение неравенства Леггетта — Гарга с использованием суперпозиций положений вместо спина с массивной частицей. В то время, и до сих пор, до сегодняшнего дня, атомы цезия, используемые в их эксперименте, представляют собой самые большие квантовые объекты, которые были использованы для экспериментальной проверки неравенства Леггета — Гарга.
Эксперименты Робенса и др. а также Книи и др., используя идеальные отрицательные измерения, также избегают второго критического замечания (упоминаемого как «лазейка неуклюжести»), которое было направлено к предыдущим экспериментам с использованием протоколов измерений, которые могут быть интерпретированы как инвазивные, что противоречит постулату 2.
Было сообщено о нескольких других экспериментальных нарушениях, в том числе в 2016 году с частицами нейтрино, на основе данных нейтринного эксперимента MINOS..
Брукнер и Кофлер также продемонстрировали, что квантовые нарушения могут быть найдены для сколь угодно больших «макроскопических» систем. В качестве альтернативы квантовой декогеренции Брукнер и Кофлер предлагают
решение задачи квантово-классического перехода в терминах «крупнозернистых» квантовых измерений, при которых обычно не нарушается закон Леггетта — Гарга и неравенство можно увидеть непосредственно
.
Эксперименты, предложенные Мермином, Браунштейном и Манном, были бы лучше для проверки макроскопического реализма, но настораживает, что эксперименты могут быть достаточно сложными, чтобы допускать непредвиденные ошибки в анализе. Подробное обсуждение этого вопроса можно найти в разделе обзор Эмари и др.

## Близкие по смыслу неравенства
Четырёхчленное неравенство Леггета — Гарга можно рассматривать как сходное с неравенством CHSH. Более того, «равенства» были предложены Ягером и др.